# Elección al Senado de los Estados Unidos en Carolina del Sur de 2020
Las elecciones al Senado de los Estados Unidos de 2020 en Carolina del Sur se llevarán a cabo el 3 de noviembre de 2020 para elegir a un miembro del Senado de los Estados Unidos que represente al Estado de Carolina del Sur, al mismo tiempo que las elecciones presidenciales de los Estados Unidos de 2020, al igual que otras elecciones al Senado de los Estados Unidos, elecciones a la Cámara de Representantes de los Estados Unidos, y varias elecciones estatales y locales.
El senador republicano en ejercicio Lindsey Graham busca un cuarto mandato. Las elecciones primarias se llevaron a cabo el 9 de junio de 2020, y Jaime Harrison ganó la nominación demócrata. Originalmente proyectada como un territorio de fácil control para los republicanos, Harrison, a través de la mera recaudación de fondos, ha logrado hacer que esta carrera sea más competitiva de lo que suelen ser las elecciones estatales en Carolina del Sur, con algunas encuestas recientes que muestran a la contienda en un reñido empate.

## Primaria republicana

### Candidatos

#### Nominado
- Lindsey Graham, senador titular de los Estados Unidos.[3]

#### Eliminado en primarias
- Dwayne “Duke” Buckner, abogado y propietario de Buckner Law Firm ubicado en Walterboro[4]
- Michael J. LaPierre, empresario[5]
- Joe Reynolds, ingeniero jefe de la Marina Mercante de Estados Unidos.[6]

#### Retirados
- Johnny García, veterano de la Fuerza Aérea[7]
- Peggy Kandies, profesora de arte de Charleston, decoradora de viviendas y exempleada de IBM[8]
- Mark Sloan, ministro de Greer y ejecutivo de manufactura[9][10]
- David Weikle, presentador de radio, veterano de la Marina de los Estados Unidos, y candidato a la Cámara de Representantes de Carolina del Sur en 2018 (se cambió a las primarias libertarias)[11][12]

#### Declinaron
- Eric Bolling, expresentador de Fox News[13][14]
- Mark Burns, pastor de Easley y excandidato para el cuarto distrito congresional de Carolina del Sur en 2018[15]
- Harlan Hill, consultor político y comentarista republicano (antes demócrata)[16]
- John Warren, empresario de Greenville y candidato a gobernador de Carolina del Sur en 2018[17]
- Carey Wilson[18]

### Votación
| Fuente de la encuesta | Fecha de realización   | Tamaño de muestra | Margen de error | Lindsey Graham | Otro | Indecisos |
| --------------------- | ---------------------- | ----------------- | --------------- | -------------- | ---- | --------- |
| Change Research       | 11-14 de junio de 2019 | 1,183 (LV)        | ± 2,9%          | 70%            | 4%   | 26%       |

Con algún otro republicano
| Votación        | Fecha de realización   | Tamaño de muestra | Margen de error | Lindsey Graham | Republicano genérico | Other |
| --------------- | ---------------------- | ----------------- | --------------- | -------------- | -------------------- | ----- |
| Change Research | 11–14 de junio de 2019 | 1,183 (LV)        | ± 2.9%          | 79%            | 19%                  | 2%    |

### Resultados

Resultados por condado:
Graham—80–90%
Graham—70–80%
Graham—60–70%
Graham—50–60%
Graham—40–50%

| Resultados de las primarias republicanas | Resultados de las primarias republicanas | Resultados de las primarias republicanas | Resultados de las primarias republicanas | Resultados de las primarias republicanas | Resultados de las primarias republicanas |
| Partido                                  | Partido                                  | Candidato/a                              | Votos                                    | %                                        |                                          |
| ---------------------------------------- | ---------------------------------------- | ---------------------------------------- | ---------------------------------------- | ---------------------------------------- | ---------------------------------------- |
|                                          | Republicano                              | Lindsey Graham (titular)                 | 317,512                                  | 67.69%                                   |                                          |
|                                          | Republicano                              | Michael La Pierre                        | 79,932                                   | 17.04%                                   |                                          |
|                                          | Republicano                              | Joe Reynolds                             | 43,029                                   | 9.17%                                    |                                          |
|                                          | Republicano                              |                                          | 28,570                                   | 6.09%                                    |                                          |
| Total                                    | Total                                    | Total                                    | 469,043                                  | 100.0%                                   |                                          |

## Primarias demócratas

### Candidatos

#### Nominado
- Jaime Harrison, expresidente del Partido Demócrata de Carolina del Sur y presidente asociado del Comité Nacional Demócrata[25]

#### Retirado
- Gloria Bromell Tinubu, exrepresentante del estado de Georgia, candidata a teniente gobernadora de Carolina del Sur en 2018, y nominada para el séptimo distrito del Congreso de Carolina del Sur en 2012 y 2014[26] (respaldó a Jaime Harrison) [27]
- William Stone, investigador legal[28][29]
- Justin Wooton, activista[30][31]

#### Declinaron
- Mandy Powers Norrell, representante estatal y candidata a vicegobernadora en 2018 (postula a la reelección)[32][33]
- Bakari Sellers, comentarista político y exrepresentante estatal[34]

## Otros candidatos

### Partido Libertario

#### Candidato por escrito para las elecciones generales
- Keenan Wallace Dunham, presidente del Partido Libertario del Condado de Horry[82][83]

#### Retirado
- David Weikle, presentador de programas de radio, veterano de la Marina de Estados Unidos y candidato a la Cámara de Representantes de Carolina del Sur en 2018[82] (permaneció en la boleta electoral) [84]

### Partido de la Constitución

#### Retirado pero que permanece en la boleta según lo requiere la ley estatal[85][86]
- Bill Bledsoe, candidato del Partido Libertario y del Partido de la Constitución para el Senado de los Estados Unidos en 2016

### Independientes

#### Retirado
- Lloyd Williams[87][88]

## Elección general

### Predicciones
| Fuente                    | Clasificación    | Al                       |
| ------------------------- | ---------------- | ------------------------ |
| The Cook Political Report | Competitivo      | 7 de octubre de 2020     |
| The Economist             | Competitivo      | 6 de octubre de 2020     |
| Daily Kos                 | De inclinación R | 6 de octubre de 2020     |
| 538                       | Probable R       | 6 de octubre de 2020     |
| DDHQ                      | Competitivo      | 5 de octubre de 2020     |
| Inside Elections          | Ligeramente R    | 1 de octubre de 2020     |
| Sabato's Crystal Ball     | De inclinación R | 1 de octubre de 2020     |
| RCP                       | Competitivo      | 27 de septiembre de 2020 |
| Niskanen                  | Probable R       | 15 de septiembre de 2020 |
| Político                  | De inclinación R | 9 de septiembre de 2020  |

### Encuestas
Resumen gráfico 
| Fuente de la encuesta                                                 | Fecha(s) de realización                | Tamaño de muestra | Margen de error | Lindsey Graham (R) | Jaime Harrison (D) | Otro / Indecisos |
| --------------------------------------------------------------------- | -------------------------------------- | ----------------- | --------------- | ------------------ | ------------------ | ---------------- |
| GBAO Strategies (D)                                                   | 24–28 de septiembre de 2020            | 800 (LV)          | ± 3.5%          | 47%                | 48%                | 3%               |
| Data for Progress (D)                                                 | 23–28 de septiembre de 2020            | 824 (LV)          | ± 3.4%          | 45%                | 44%                | 11%              |
| Data for Progress (D)                                                 | 23–28 de septiembre de 2020            | 824 (LV)          | ± 3.4%          | 47%                | 46%                | 7%               |
| Quinnipiac University                                                 | 23–27 de septiembre de 2020            | 1,123 (LV)        | ± 2.9%          | 48%                | 48%                | 3%               |
| YouGov                                                                | 22–25 de septiembre de 2020            | 1,080 (LV)        | ± 3.8%          | 45%                | 44%                | 11%              |
| Brilliant Corners Research & Strategies (D)                           | 21–24 de septiembre de 2020            | 608 (LV)          | ± 4%            | 43%                | 45%                | 13%              |
| Morning Consult                                                       | 11–20 de septiembre de 2020            | 764 (LV)          | ± (3% – 4%)     | 46%                | 45%                | 9%               |
| Quinnipiac University                                                 | 10–14 de septiembre de 2020            | 969 (LV)          | ± 3.2%          | 48%                | 48%                | 3%               |
| Morning Consult                                                       | 2–11 de septiembre de 2020             | ~764 (LV)         | ± (3%-4%)       | 44%                | 46%                | –                |
| Morning Consult                                                       | 23 de agosto – 1 de septiembre de 2020 | ~764 (LV)         | ± (3%-4%)       | 46%                | 43%                | –                |
| Morning Consult                                                       | 13–22 de agosto de 2020                | ~764 (LV)         | ± (3%-4%)       | 45%                | 42%                | –                |
| Morning Consult                                                       | 3–12 de agosto de 2020                 | ~764 (LV)         | ± (3%-4%)       | 45%                | 45%                | –                |
| Quinnipiac University                                                 | 30 de julio – 3 de agosto de 2020      | 914 (RV)          | ± 3.2%          | 44%                | 44%                | 12%              |
| Morning Consult                                                       | 24 de julio – 2 de agosto de 2020      | 741 (LV)          | ± 4.0%          | 44%                | 43%                | 12%              |
| Morning Consult                                                       | 23 de julio – 1 de agosto de 2020      | ~764 (LV)         | ± (3%-4%)       | 44%                | 43%                | –                |
| Public Policy Polling (D)                                             | 30–31 de julio de 2020                 | 1,117 (V)         | ± 3.0%          | 47%                | 44%                | 8%               |
| Morning Consult                                                       | 13–22 de julio de 2020                 | ~764 (LV)         | ± (3%-4%)       | 46%                | 42%                | –                |
| ALG Research (D) Archivado el 28 de julio de 2020 en Wayback Machine. | 15–20 de julio de 2020                 | 591 (LV)          | –               | 49%                | 45%                | 6%               |
| Brilliant Corners Research & Strategies (D)                           | 13–19 de julio de 2020                 | 800 (LV)          | ± 3.5%          | 43%                | 41%                | 16%              |
| Gravis Marketing                                                      | 17 de julio de 2020                    | 604 (LV)          | ± 4.0%          | 48%                | 41%                | 10%              |
| Civiqs/Daily Kos                                                      | 23 de mayo–26, 2020                    | 591 (RV)          | ± 4.5%          | 42%                | 42%                | 16%              |
| Brilliant Corners Research & Strategies (D)                           | 3–11 de marzo de 2020                  | 804 (LV)          | ± 3.8%          | 47%                | 43%                | 9%               |
| NBC News/Marist                                                       | 18–21 de febrero de 2020               | 2,382 (RV)        | ± 2.6%          | 54%                | 37%                | 9%               |
| East Carolina University                                              | 31 de enero – 2 de febrero de 2020     | 1,756 (RV)        | ± 2.7%          | 51%                | 38%                | 11%              |
| Change Research                                                       | 6–11 de diciembre de 2019              | 998 (LV)          | ± 3.1%          | 47%                | 45%                | 9%               |
| Benchmark Research (R)                                                | 15–21 de octubre de 2019               | 450 (RV)          | ± 4.2%          | 53%                | 30%                | 18%              |
| Change Research (D)                                                   | 17–21 de septiembre de 2019            | 809 (LV)          | ± 3.4%          | 50%                | 43%                | 7%               |
| Change Research                                                       | 11–14 de junio de 2019                 | 2,312 (RV)        | ± 2.0%          | 52%                | 35%                | 13%              |
| WPA Intelligence (R)                                                  | 11–13 de marzo de 2019                 | 500 (LV)          | ± 4.4%          | 55%                | 32%                | 12%              |

Con algún otro demócrata
| Fuente de la encuesta | Fecha(s) de realización | Tamaño de muestra | Margen de error | Lindsey Graham (R) | Demócrata genérico | Otro / Indecisos |
| --------------------- | ----------------------- | ----------------- | --------------- | ------------------ | ------------------ | ---------------- |
| Change Research       | 11–14 de junio de 2019  | 2,312 (RV)        | ± 2.0%          | 51%                | 36%                | 12%              |

O si Lindsey Graham merece ser reelegido
| Fuente de la encuesta            | Fecha(s) de realización          | Tamaño de muestra | Margen de error | Sí  | No  | Otro / Indecisos |
| -------------------------------- | -------------------------------- | ----------------- | --------------- | --- | --- | ---------------- |
| Change Research/Post and Courier | 6–11 de diciembre de 2019        | 998 (LV)          | ± 3.1%          | 37% | 53% | 10%              |
| Emerson College                  | 28 de febrero-2 de marzo de 2019 | 755 (RV)          | ± 3.5%          | 47% | 52% | 1%               |

Con un republicano genérico vs. un demócrata genérico
| Fuente de la encuesta | Fecha(s) de realización     | Tamaño de muestra | Margen de error | Republicano genérico | Demócrata genérico | Otro / Indecisos |
| --------------------- | --------------------------- | ----------------- | --------------- | -------------------- | ------------------ | ---------------- |
| Quinnipiac University | 23–27 de septiembre de 2020 | 1,123 (LV)        | ± 2.9%          | 49%                  | 44%                | 6%               |
| Quinnipiac University | 10–14 de septiembre de 2020 | 969 (LV)          | ± 3.2%          | 52%                  | 44%                | 5%               |

### Recaudación de fondos
En el primer trimestre de 2020, Harrison superó a Graham, entre $7,3 millones y $5,5 millones, pero Graham tenía ventaja en dinero en efectivo disponible, $12 millones en comparación con los $ 8 millones de Harrison.

### Debates
| 1 | 3 de octubre de 2020 8:00 p. m. EDT | Universidad Allen | Columbia, Carolina del Sur | Judi Gatson | P | P |

### Resultados
| Elecciones al Senado de los Estados Unidos por Carolina del Sur, 2020 | Elecciones al Senado de los Estados Unidos por Carolina del Sur, 2020 | Elecciones al Senado de los Estados Unidos por Carolina del Sur, 2020 | Elecciones al Senado de los Estados Unidos por Carolina del Sur, 2020 | Elecciones al Senado de los Estados Unidos por Carolina del Sur, 2020 | Elecciones al Senado de los Estados Unidos por Carolina del Sur, 2020 |
| Partido                                                               | Partido                                                               | Candidato/a                                                           | Votos                                                                 | %                                                                     | ±%                                                                    |
| --------------------------------------------------------------------- | --------------------------------------------------------------------- | --------------------------------------------------------------------- | --------------------------------------------------------------------- | --------------------------------------------------------------------- | --------------------------------------------------------------------- |
|                                                                       | Republicano                                                           | Lindsey Graham (titular)                                              |                                                                       |                                                                       |                                                                       |
|                                                                       | Demócrata                                                             | Jaime Harrison                                                        |                                                                       |                                                                       |                                                                       |
|                                                                       | De la Constitución                                                    | Bill Bledsoe                                                          |                                                                       |                                                                       |                                                                       |
|                                                                       | Por escrito                                                           |                                                                       |                                                                       |                                                                       |                                                                       |
| Margen de victoria                                                    |                                                                       |                                                                       |                                                                       |                                                                       |                                                                       |
| Participación                                                         |                                                                       |                                                                       |                                                                       |                                                                       |                                                                       |
|                                                                       | Control Republicano                                                   |                                                                       |                                                                       |                                                                       |                                                                       |